# Pinós (Pinell de Solsonès)
Pinós és una masia situada al municipi de Pinell de Solsonès, a la comarca catalana del Solsonès.
Està situada a 761 m d'altitud.